# 原大輔
原 大輔（はら だいすけ、1954年10月12日 - ）は、日本の男性歌手、福祉活動家。本名、高梨雅樹。別の芸名として江夏一樹がある。千葉県八日市場市（現：匝瑳市）出身。フォークソング、アニメソング、ニューミュージック、クラシック音楽、シャンソン、カンツォーネ、歌謡曲、演歌、童謡など、幅広く歌う。「音楽でこころもからだも元気に」と「音楽健康療法」の講演も行っている。

## 概要
父親が福祉施設を経営していたことから、施設に寄宿する障害児童とともに高校生まで共同生活し育つ。
1976年、フォークデュオのレイラとして、シングル「サマーエンジェル」でデビュー。東京音楽祭シルバーカナリア賞受賞。TBSテレビ『ぎんざNOW!』レギュラー出演。TBSテレビ「おはよう700」のテーマ曲「レイラ／バタフライ」を発表。1979年、レイラを解散。
1981年3月21日、高梨雅樹名義で「コスモス・ドリーム 〜宇宙をかける夢〜」をリリース。『新竹取物語 1000年女王』主題歌。
1983年、原大輔と芸名を変え、「秋冬」（中山丈二の遺作、7名による競作）をリリース。有線大賞新人賞受賞。
1984年、NHK古賀政男記念音楽大賞で「恋慕色」が優秀賞受賞。シングル「流されて」リリース。チョー・ヨンピル他との競作。
1986年、花王愛の劇場「あなただったら」の主題歌「つらいけど」を発表。
1988年、テレサ・テンからの贈り物「晩秋」。その後中山の友人である作曲家の堀江童子とともに仕事をしていた。また、レイラ時代にジョイントライブをした関係で大塚博堂にも造詣が深く、13回忌追悼歌「総天然色の日々」も歌ったり、メモリアルイベントに出演することも多い。
2009年12月31日、『第42回年忘れにっぽんの歌』（テレビ東京）に生出演。
2019年9月、株式会社テイチクエンタテインメントに移籍。
2020年7月、株式会社アクアプロモーションに移籍。
2020年12月、公式YouTubeチャンネル開設。

## 福祉活動
福祉施設で育ったことや、札幌での仕事の際に福祉施設経営者と出会ったことをきっかけに札幌市内の小規模作業所への慰問、STV「24時間テレビ 「愛は地球を救う」」、STVラジオ「ラジオ・チャリティー・ミュージックソン」へのチャリティ出演といった福祉活動を行い、1994年には札幌で小規模作業所「つくしの子」を開設、その後入所者の高年齢化もあり2006年に「サポートハウスみやび」に改称。2001年、作業所での福祉活動や老人ホームへの慰問の功績を讃え札幌市長から表彰されている。音楽療法の活動も行い、障害者を交えたバンド「ハローブラザーズ」として音楽活動も行った。

## 楽曲

### 江夏一樹
- 熱くなれ〜ヴーレ・ヴー〜（ABBA「VOULEZ-VOUS」の日本語カバー。但し歌詞の内容は英語原詞とは全く違う）
- 遠い明日（映画・三浦友和主演の「遠い明日」主題歌）

### 高梨雅樹
- コスモスドリーム - 宇宙をかける夢 -（新竹取物語 1000年女王）
- 空から星が降りてくる（子鹿物語）
- キングオブキングズ〜メンフィスのテーマ〜（王家の紋章）
- 時の流れに（同上）※潘恵子とのデュエット

### 原大輔

#### シングル
- 秋冬／恋唄遊び（1983年10月25日発売） - 作詞：中山丈二、作曲：堀江童子、編曲：竜崎孝路
- 恋暮色
- 秋冬／黄昏
- 流されて
- 終止符
- どうぞお元気で／輝きを共に連れて
- 戯れに／黄昏
- 晩秋
- つらいけど
- めぐり逢い紡いで／サハリン
- TIMELESS LOVE〜時を超えて〜
- わが妻よ／総天然色の日々
- はじめて都会に来た日のように／ピアス
- 縁（えにし）／亡くして初めて
- すすきの午前0時／れくいえむ
- 恋おんな／秋冬
- なにわの大将／行進曲
- みぞれ雨／愛はわがまま
- ナイトパブ／ラストメッセージ
- 明日に向かって／お願いこのまま（原大輔&ハローブラザーズ）
- ジグソーパズルの絵のように／愛した人よ
- お酒ください／北の町札幌に雪が舞う
- Last Fright〜with My Dream〜
- 夢見る頃を過ぎても（with 岡本侑子）／愛我（Love Me）
- 秋韻／時間を忘れて
- 気がかり／酔わせてください
- 話してごらん
- 男と女の部屋／望郷
- 花をあなたに（四季の花 春夏秋冬に…）
- 枯葉／あなたと歩きたい
- 口下手だから／流れ雲
- 月の砂漠／すなどけい／サハリン／風の子守唄
- 羅針盤
- 薔薇のひとりごと／浦河の夜
- これからの人生／俺の生きざま

#### アルバム
- 秋冬
- 恋暮色
- つらいけど
- 原大輔全曲集〜All My Loving〜
- 原大輔全曲集
- 旅のはじまり
- 余韻
- あの日々に帰れたら
- あの人たちからの贈り物
- 原大輔名曲集（2枚組）
- 追想（シャンソン・カンツォーネ・クラシック・映画音楽…）
- 原大輔BEST（母に捧げる詩）
- 原大輔コレクション1
- 原大輔コレクション2

### 出演
- 原大輔 夕方散歩（三角山放送局）
- 原大輔 唄は旬歌秋冬（FMりべーる）